# Kawah Putih
Kawah Putih (letterlijk: Witte krater) is een kratermeer, gelegen op het Indonesische eiland Java in de provincie West-Java, zo'n 47 kilometer ten zuiden van Bandung. Het is een krater van de vulkaan Patuha en ligt op zo'n 2434 meter hoogte.
Kawah Putih is een toeristische attractie vanwege de speciale kleur van het water.